# ديشار برازيلي
ديشار برازيلي (الاسم العلمي:Pteris brasiliensis) هو نوع من النبات يتبع جنس الديشار من الفصيلة الديشارية.